# Macrolinus foveolatus
Macrolinus foveolatus is een keversoort uit de familie Passalidae. De wetenschappelijke naam van de soort is voor het eerst geldig gepubliceerd in 1988 door Ma.